# Człowiek szanseladzki

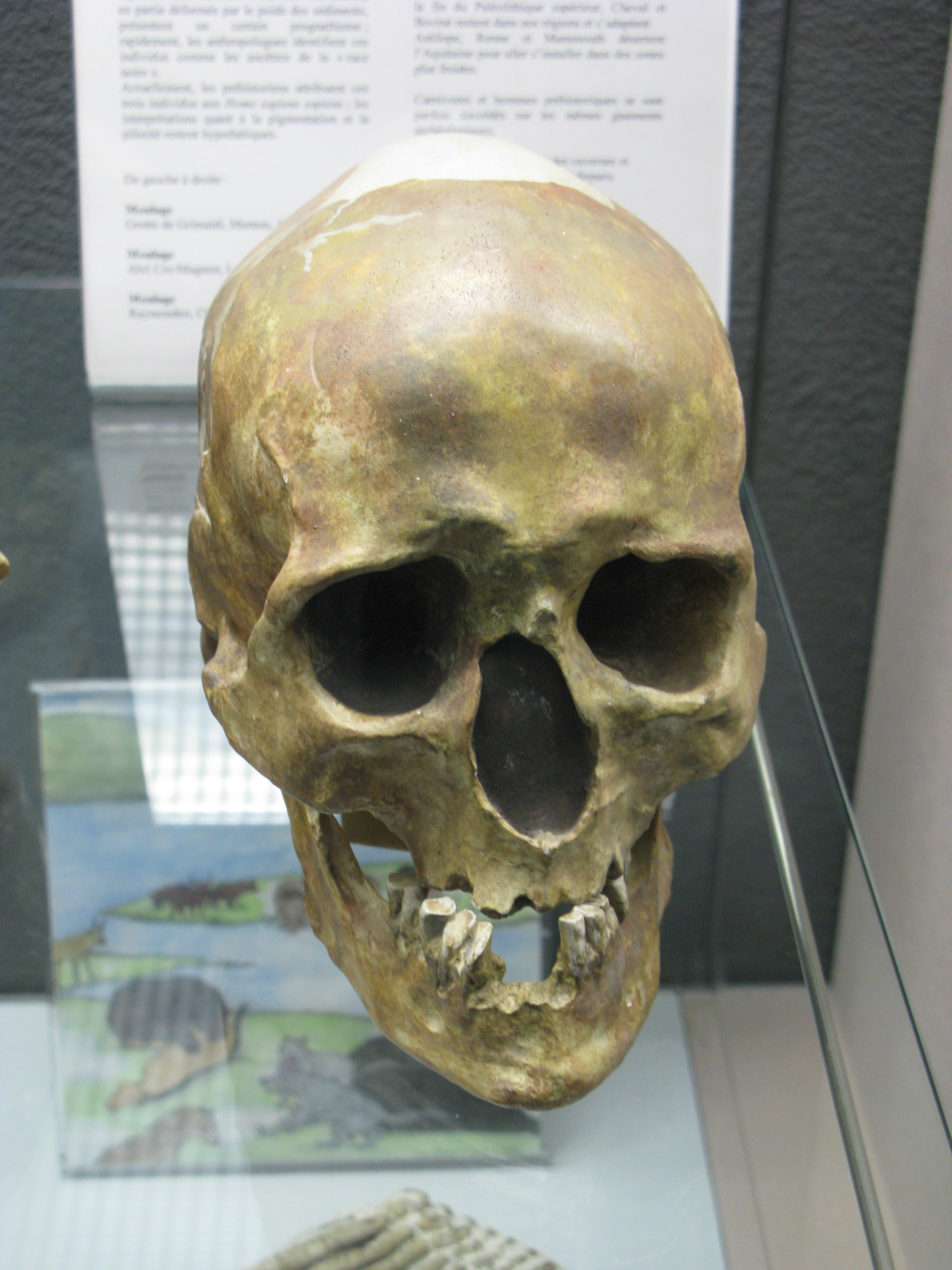
Czaszka

Człowiek szanseladzki – typ neoantropa wydzielony na podstawie znalezisk w 1888 w jaskini Raymonden, w Chancelade w departamencie Dordogne.
Odkryty wraz ze znaleziskami tzw. przemysłu magdaleńskiego.
Od człowieka z Cro-Magnon różnił się wysokością czaszki w strefie środkowej i niższym wzrostem (1,55 m). Czaszka o określonej proporcji oczodołów, z silną żuchwą, wydatnymi kościami policzkowymi, bardzo zbliżona do typów jakie występują u Inuitów. 
Odnajdywano też przejściowe formy pomiędzy typem szanseladzkim a Cro-Magnon.